# Saison 2006-2007 du Stade rennais FC
Maillots
Chronologie
Saison précédente Saison suivante
La saison 2006-2007 du Stade rennais football club débute le 19 juin 2006 avec la reprise de l'entraînement. Engagé dans trois compétitions, le club dispute son premier match officiel le 5 août. La saison se termine avec la dernière journée de championnat, le 26 mai. Le club est aussi engagé en Coupe de France et en Coupe de la Ligue. Il ne dispute pas de coupe d'Europe en revanche.

## Les dates marquantes de la saison
- 2 juin : Au club depuis décembre 2003, Kim Källström quitte Rennes et s'engage pour quatre ans avec l'Olympique lyonnais
- 8 juin : Après le départ de Laszlo Bölöni parti entraîner Monaco, Pierre Dréossi est nommé nouvel entraîneur du Stade rennais FC. Manager sportif du club depuis 2002, Dréossi ne quitte pas ses anciennes fonctions, et devient manager général "à l'anglaise". Pour l'aider dans ses fonctions élargies, il est secondé par un grand nombre d'adjoints : Philippe Redon, Michel Sorin et Laurent Huard tiennent ce rôle.
- 19 juin : Reprise de l'entraînement à La Piverdière.
- 21 juin : Révélation de la saison précédente, Yoann Gourcuff s'engage pour cinq ans avec l'AC Milan. Le jeune morbihannais avait refusé de prolonger son contrat avec le Stade rennais. Le lendemain, Daniel Moreira rejoint la Bretagne en signant un contrat portant sur quatre ans.
- 30 juin : Alexander Frei est transféré à Dortmund. L'attaquant suisse avait terminé meilleur buteur du club en 2003-2004 et 2004-2005 et meilleur buteur de Ligue 1 2004-2005.
- 5 août : Premier match officiel à domicile pour les Rennais. Lille vient s'imposer grâce à deux buts marqués en première mi-temps.
- 9 septembre : Après quatre premiers matches sans victoire, le Stade rennais décroche son premier succès, à domicile, contre Sochaux (2 - 1).
- 4 novembre : Le début de saison morose du club est ponctué de quelques coups d'éclats. Le Stade rennais met fin à la série d'invincibilité toutes compétitions confondues de l'Olympique lyonnais (1 - 0) grâce au premier but en Ligue 1 de Stéphane Mbia
- 4 décembre : Emmanuel Cueff est évincé de la présidence du Stade rennais FC par le groupe Pinault. Frédéric de Saint-Sernin est nommé à sa place.
- 20 décembre : Élimination du Stade rennais en Coupe de la Ligue par le Stade de Reims, en quarts de finale. Les Champenois viennent s'imposer en Bretagne (0 - 1), alors qu'ils évoluent à l'étage inférieur.
- 23 décembre : Le Stade rennais clôt la phase aller en venant obtenir le match nul à Lorient (0 - 0). Les Rennais passent pour la première fois dans la première moitié du classement (9e).
- 6 janvier : Nouvelle humiliation, avec l'élimination du club dès son entrée en Coupe de France. Cette fois, c'est Romorantin, qui évolue deux divisions en dessous du club breton, qui vient s'imposer à Rennes, après prolongation (1 - 3).
- 31 janvier : Le Stade rennais s'active pour la dernière journée du mercato hivernal. Au club depuis 2001, Olivier Monterrubio est transféré à Lens quand Olivier Thomert fait le chemin inverse.
- 10 mars : Match nul obtenu par les Rennais à Nice (1 - 1). Sans le savoir, les Rennais débutent une série de onze matches sans défaite.
- 21 avril : Rennes s'impose face à Toulouse au terme d'un match fou (3 - 2) route de Lorient. Pour la première fois de la saison, les Rennais se positionne parmi les six premiers du classement, et peuvent croire à une qualification européenne.
- 28 avril : Pour la seconde année consécutive, Rennes s'impose (2 - 0) à La Beaujoire. Cette victoire propulse un peu plus les Rennais vers le haut du classement, et condamne quasiment leur voisin nantais à une relégation en Ligue 2.
- 19 mai : Dernier match de la saison à domicile. Le Stade rennais étrille le FC Lorient (4 - 1) et croit décrocher sa qualification européenne. Mauvaise surprise quand - dans le même temps - Toulouse l'emporte sur tapis vert contre Nantes après l'envahissement du terrain par une partie des supporters nantais mécontents, alors que le score était de 0 - 0 à quelques minutes de la fin de la rencontre.
- 24 mai : Jimmy Briand est appelé pour la première fois en Équipe de France.
- 26 mai : Le Stade rennais fait match nul sur le terrain de Lille pour son dernier match de la saison. Les Rennais menaient au score jusqu'à un but de dernière minute marqué par Nicolas Fauvergue. Virtuellement qualifié jusque-là pour la première Ligue des champions de son histoire, le Stade rennais doit se contenter de la Coupe UEFA, Toulouse récoltant cet honneur à la faveur de son résultat litigieux du week-end précédent.
- 2 juin : La réserve du club est sacrée championne de France des réserves professionnelles. Elle bat son homologue lyonnaise en finale (3 - 1).
- 3 juin : Les 18 ans du club sont sacrés champions de France après une victoire en finale contre Saint-Étienne (2 - 0).

## Transferts en 2006-2007
| Date            | Nom                      | Nationalité         | Modalité                    | Provenance/Destination | Division           |
| Été 2006        |                          |                     |                             |                        |                    |
| Arrivées        |                          |                     |                             |                        |                    |
| 1er juin        | Moussa Sow               | France              | Premier contrat (3 ans)     | -                      | CFA                |
| 1er juin        | Romain Danzé             | France              | Premier contrat (1 an)      | -                      | CFA                |
| 1er juin        | Papakouli Diop           | Sénégal             | Premier contrat (1 an)      | -                      | CFA                |
| 1er juin        | Jirès Kembo Ekoko        | France / RD Congo   | Premier contrat (3 ans)     | -                      | CFA                |
| 1er juin        | Sylvain Marveaux         | France              | Premier contrat (3 ans)     | -                      | CFA                |
| 1er juin        | John Mensah              | Ghana               | Transfert définitif (3 ans) | Chievo Vérone          | Série A            |
| 22 juin         | Daniel Moreira           | France              | Transfert (4 ans)           | Toulouse FC            | Ligue 1            |
| 29 juin         | Bruno Cheyrou            | France              | Transfert (3 ans)           | Liverpool FC           | Premier League     |
| 2 août          | Mario Melchiot           | Pays-Bas / Suriname | Recruté libre (1 an)        | Birmingham City FC     | Premier League     |
| 22 août         | Christophe Revault       | France              | Transfert (2 ans)           | Toulouse FC            | Ligue 1            |
| Départs         |                          |                     |                             |                        |                    |
|                 | Grégory Tanagro          | France              | Transfert libre             | RCO Agde               | CFA2               |
| 20 mai          | Jonathan Bru             | France              | Transfert libre             | FC Istres              | Ligue 2            |
| 31 mai          | Abdeslam Ouaddou         | Maroc               | Transfert libre             | Olympiakos Le Pirée    | Superleague Ellàda |
| 2 juin          | Kim Källström            | Suède               | Transfert (4 ans)           | Olympique lyonnais     | Ligue 1            |
| 21 juin         | Yoann Gourcuff           | France              | Transfert (5 ans)           | AC Milan               | Série A            |
| 30 juin         | Alexander Frei           | Suisse              | Transfert (4 ans)           | Borussia Dortmund      | Bundesliga         |
| 5 juillet       | Florent Chaigneau        | France              | Transfert libre             | Sporting Toulon Var    | National           |
| 11 août         | Andreas Isaksson         | Suède               | Transfert (3 ans)           | Manchester City FC     | Premier League     |
| 16 août         | Alain Rochat             | Suisse              | Prêt (1 an)                 | FC Zürich              | Super League       |
| 31 août         | Papakouli Diop           | Sénégal             | Prêt (1 an)                 | Tours FC               | Ligue 2            |
| Hiver 2006-2007 |                          |                     |                             |                        |                    |
| Arrivées        |                          |                     |                             |                        |                    |
| 1er janvier     | Julián Estéban           | Suisse              | Transfert (4,5 ans)         | Servette FC            | Challenge League   |
| 19 janvier      | Kévin Bru                | France              | Premier contrat (3 ans)     | -                      | CFA                |
| 31 janvier      | Olivier Thomert          | France              | Transfert (3,5 ans)         | RC Lens                | Ligue 1            |
| Départs         |                          |                     |                             |                        |                    |
| 30 déc.         | José Adailton            | Brésil              | Transfert libre (1 an)      | Santos FC              | Série A            |
| 10 janvier      | Arnold Mvuemba           | France              | Prêt (6 mois)               | Portsmouth FC          | Premier League     |
| 11 janvier      | Youssouf Hadji           | Maroc               | Transfert (3,5 ans)         | AS Nancy-Lorraine      | Ligue 1            |
| 16 janvier      | Arthur Sorin             | France              | Transfert libre             | Kalmar FF              | Allsvenskan        |
| 23 janvier      | Jean-Joël Perrier-Doumbé | Cameroun            | Prêt (6 mois)               | Celtic Glasgow         | Premier League     |
| 31 janvier      | Olivier Monterrubio      | France              | Transfert (1,5 ans)         | RC Lens                | Ligue 1            |

## L'effectif de la saison
| Poste² | Nat.³     | Nom                      | Naissance         | Sélection⁴ | Championnat | Championnat | Coupe France | Coupe France | Coupe Ligue | Coupe Ligue | Total Saison | Total Saison | Notes                                   |
| Poste² | Nat.³     | Nom                      | Naissance         | Sélection⁴ | M           | But inscrit | M            | But inscrit  | M           | But inscrit | M            | But inscrit  | Notes                                   |
| ------ | --------- | ------------------------ | ----------------- | ---------- | ----------- | ----------- | ------------ | ------------ | ----------- | ----------- | ------------ | ------------ | --------------------------------------- |
| D      | BRA       | José Adailton            | 16 avril 1984     | -20        | 0           | 0           | 0            | 0            | 0           | 0           | 0            | 0            | Transféré à Santos en décembre 2006     |
| D      | FRA       | Guillaume Borne¹         | 12 février 1988   | -19        | 8           | 0           | 0            | 0            | 0           | 0           | 8            | 0            |                                         |
| D      | FRA       | Grégory Bourillon¹       | 1er juillet 1984  | Espoirs    | 23          | 0           | 0            | 0            | 3           | 0           | 26           | 0            |                                         |
| A      | FRA       | Jimmy Briand¹            | 2 août 1985       | Espoirs    | 35          | 9           | 1            | 0            | 3           | 1           | 39           | 10           |                                         |
| M      | FRA       | Kévin Bru¹               | 12 décembre 1988  | -19        | 2           | 0           | 1            | 0            | 0           | 0           | 3            | 0            |                                         |
| M      | FRA       | Bruno Cheyrou            | 10 mai 1978       | A          | 35          | 3           | 1            | 0            | 2           | 0           | 38           | 3            |                                         |
| D      | BUR       | Amadou Coulibaly         | 31 décembre 1984  | A          | 0           | 0           | 0            | 0            | 0           | 0           | 0            | 0            |                                         |
| M      | FRA       | Romain Danzé¹            | 3 juillet 1986    | -20        | 20          | 1           | 0            | 0            | 1           | 0           | 21           | 1            |                                         |
| M      | FRA       | Étienne Didot¹           | 24 juillet 1983   | Espoirs    | 25          | 1           | 1            | 0            | 1           | 0           | 27           | 1            |                                         |
| M      | SEN       | Papakouli Diop¹          | 19 mars 1986      | -          | 1           | 0           | 0            | 0            | 0           | 0           | 1            | 0            | Prêté à Tours en août 2006              |
| D      | SWE       | Erik Edman               | 11 novembre 1978  | A          | 30          | 0           | 1            | 0            | 3           | 0           | 34           | 0            |                                         |
| A      | SUI       | Julián Estéban           | 16 novembre 1986  | Espoirs    | 1           | 0           | 0            | 0            | 0           | 0           | 1            | 0            | Arrivé de Genève en décembre 2006       |
| D      | FRA       | Jacques Faty¹            | 25 février 1984   | Espoirs    | 24          | 0           | 1            | 0            | 2           | 0           | 27           | 0            |                                         |
| D      | MAR       | Youssouf Hadji           | 25 février 1980   | A          | 13          | 0           | 0            | 0            | 2           | 0           | 15           | 0            | Transféré à Nancy en janvier 2007       |
| M      | FRA       | Cyril Jeunechamp         | 18 décembre 1975  | -          | 10          | 2           | 0            | 0            | 1           | 0           | 11           | 2            |                                         |
| A      | FRA / COD | Jirès Kembo Ekoko¹       | 8 janvier 1988    | -          | 3           | 0           | 0            | 0            | 1           | 0           | 4            | 0            |                                         |
| M      | FRA       | Sylvain Marveaux¹        | 15 avril 1986     | Espoirs    | 28          | 5           | 1            | 0            | 3           | 1           | 32           | 6            |                                         |
| M      | CMR       | Stéphane Mbia¹           | 20 mai 1986       | A          | 30          | 1           | 0            | 0            | 2           | 0           | 32           | 1            |                                         |
| D      | NED / SUR | Mario Melchiot           | 4 novembre 1976   | A          | 30          | 2           | 1            | 0            | 3           | 1           | 34           | 3            |                                         |
| D      | GHA       | John Mensah              | 29 novembre 1982  | A          | 23          | 0           | 1            | 0            | 2           | 0           | 26           | 0            |                                         |
| A      | FRA       | Olivier Monterrubio      | 8 août 1976       | A'         | 13          | 3           | 1            | 0            | 2           | 0           | 16           | 3            | Transféré à Lens en janvier 2007        |
| A      | FRA       | Daniel Moreira           | 8 août 1977       | A          | 29          | 0           | 1            | 0            | 3           | 0           | 33           | 0            |                                         |
| M      | FRA       | Arnold Mvuemba¹          | 28 janvier 1985   | Espoirs    | 1           | 0           | 0            | 0            | 2           | 0           | 3            | 0            | Prêté à Portsmouth en janvier 2007      |
| G      | SEN       | Cheick N'Diaye           | 15 février 1985   | A          | 0           | 0           | 0            | 0            | 0           | 0           | 0            | 0            |                                         |
| A      | GAB       | Stéphane Nguéma¹         | 20 novembre 1984  | A          | 0           | 0           | 0            | 0            | 0           | 0           | 0            | 0            |                                         |
| D      | CMR       | Jean-Joël Perrier-Doumbé | 27 septembre 1978 | A          | 2           | 0           | 0            | 0            | 0           | 0           | 2            | 0            | Prêté au Celtic Glasgow en janvier 2007 |
| G      | FRA       | Simon Pouplin¹           | 28 mai 1985       | Espoirs    | 38          | 0           | 0            | 0            | 3           | 0           | 41           | 0            |                                         |
| G      | FRA       | Christophe Revault       | 22 mars 1972      | A'         | 0           | 0           | 1            | 0            | 0           | 0           | 1            | 0            |                                         |
| M      | FRA       | Olivier Sorlin           | 9 avril 1979      | Espoirs    | 32          | 0           | 0            | 0            | 1           | 0           | 33           | 0            |                                         |
| A      | FRA       | Moussa Sow¹              | 19 janvier 1986   | Espoirs    | 14          | 0           | 1            | 0            | 1           | 1           | 16           | 1            |                                         |
| A      | FRA       | Olivier Thomert          | 28 mars 1980      | -          | 11          | 0           | 0            | 0            | 0           | 0           | 11           | 0            | Arrivé de Lens en janvier 2007          |
| A      | NGA       | John Utaka               | 8 janvier 1982    | A          | 35          | 11          | 1            | 1            | 1           | 0           | 37           | 12           |                                         |

- 1 : joueur formé au club
- 2 : G, Gardien de but ; D, Défenseur ; M, Milieu de terrain ; A, Attaquant
- 2 : Nationalité sportive, certains joueurs possédant une double-nationalité
- 4 : sélection la plus élevée obtenue

## Les rencontres de la saison

### Liste
| Match | Date         | Compétition       | Tour           | Adversaire             | Lieu | Score    | Class.   | Buteurs pour le Stade Rennais     | Affluence |
| ----- | ------------ | ----------------- | -------------- | ---------------------- | ---- | -------- | -------- | --------------------------------- | --------- |
| 1     | 5 août       | Ligue 1           | 1              | Lille                  | D    | 1-2      | 15       | Monterrubio                       | 22 497    |
| 2     | 13 août      | Ligue 1           | 2              | Olympique de Marseille | E    | 0-2      | 20       |                                   | 55 771    |
| 3     | 19 août      | Ligue 1           | 3              | Monaco                 | D    | 1-1      | 20       | Briand                            | 25 877    |
| 4     | 27 août      | Ligue 1           | 4              | Valenciennes           | E    | 1-3      | 19       | Briand                            | 14 061    |
| 5     | 9 septembre  | Ligue 1           | 5              | Sochaux                | D    | 2-1      | 16       | Jeunechamp Monterrubio            | 21 326    |
| 6     | 17 septembre | Ligue 1           | 6              | AS Nancy-Lorraine      | E    | 0-0      | 16       |                                   | 16 259    |
| 7     | 20 septembre | Coupe de la Ligue | 1/16 de finale | Libourne (Nat.)        | D    | 2-1      | 2-1      | Briand Melchiot                   | 12 057    |
| 8     | 23 septembre | Ligue 1           | 7              | Saint-Étienne          | D    | 0-0      | 16       |                                   | 24 842    |
| 9     | 30 septembre | Ligue 1           | 8              | Sedan                  | E    | 0-1      | 19       |                                   | 9 863     |
| 10    | 6 octobre    | Ligue 1           | 9              | Auxerre                | D    | 3-1      | 15       | Utaka Marveaux                    | 20 610    |
| 11    | 21 octobre   | Ligue 1           | 10             | Nice                   | D    | 1-0      | 14       | Monterrubio                       | 22 978    |
| 12    | 24 octobre   | Coupe de la Ligue | 1/8 de finale  | Lille                  | E    | 2-0 a.p. | 2-0 a.p. | Sow Marveaux                      | 13 845    |
| 13    | 28 octobre   | Ligue 1           | 11             | Paris SG               | E    | 0-1      | 15       |                                   | 37 568    |
| 14    | 4 novembre   | Ligue 1           | 12             | Lyon                   | D    | 1-0      | 13       | Mbia                              | 28 499    |
| 15    | 11 novembre  | Ligue 1           | 13             | Lens                   | E    | 0-0      | 13       |                                   | 32 214    |
| 16    | 18 novembre  | Ligue 1           | 14             | Le Mans                | D    | 1-1      | 12       | Marveaux                          | 24 373    |
| 17    | 25 novembre  | Ligue 1           | 15             | Toulouse               | E    | 0-1      | 12       |                                   | 15 647    |
| 18    | 2 décembre   | Ligue 1           | 16             | Nantes                 | D    | 2-0      | 10       | Melchiot Cheyrou                  | 29 093    |
| 19    | 9 décembre   | Ligue 1           | 17             | Bordeaux               | E    | 2-1      | 10       | Marveaux Utaka                    | 21 929    |
| 20    | 16 décembre  | Ligue 1           | 18             | Troyes                 | D    | 1-1      | 11       | Briand                            | 21 896    |
| 21    | 20 décembre  | Coupe de la Ligue | 1/4 de finale  | Reims (L2)             | D    | 0-1      | 0-1      |                                   | 18 273    |
| 22    | 23 décembre  | Ligue 1           | 19             | Lorient                | E    | 0-0      | 9        |                                   | 15 618    |
| 23    | 6 janvier    | Coupe de France   | 1/32 de finale | Romorantin (Nat.)      | D    | 1-3 a.p. | 1-3 a.p. | Utaka                             | 8 366     |
| 24    | 14 janvier   | Ligue 1           | 20             | Marseille              | D    | 0-2      | 12       |                                   | 29 144    |
| 25    | 24 janvier   | Ligue 1           | 21             | Monaco                 | E    | 2-0      | 11       | Briand Didot                      | 6 866     |
| 26    | 27 janvier   | Ligue 1           | 22             | Valenciennes           | D    | 1-0      | 10       | Danzé                             | 22 052    |
| 27    | 3 février    | Ligue 1           | 23             | Sochaux                | E    | 0-0      | 10       |                                   | 10 477    |
| 28    | 10 février   | Ligue 1           | 24             | Nancy                  | D    | 1-1      | 10       | Utaka                             | 22 893    |
| 29    | 17 février   | Ligue 1           | 25             | Saint-Étienne          | E    | 3-1      | 8        | Utaka Marveaux                    | 28 389    |
| 30    | 24 février   | Ligue 1           | 26             | Sedan                  | D    | 0-2      | 9        |                                   | 22 032    |
| 31    | 3 mars       | Ligue 1           | 27             | Auxerre                | E    | 0-1      | 9        |                                   | 7 863     |
| 32    | 10 mars      | Ligue 1           | 28             | Nice                   | E    | 1-1      | 11       | Briand                            | 10 875    |
| 33    | 18 mars      | Ligue 1           | 29             | Paris SG               | D    | 1-0      | 11       | Briand                            | 27 085    |
| 34    | 7 avril      | Ligue 1           | 31             | Lens                   | D    | 1-0      | 8        | Utaka                             | 27 108    |
| 35    | 14 avril     | Ligue 1           | 32             | Le Mans                | E    | 0-0      | 9        |                                   | 12 683    |
| 36    | 18 avril     | Ligue 1           | 30             | Lyon                   | E    | 0-0      | 11       |                                   | 39 848    |
| 37    | 21 avril     | Ligue 1           | 33             | Toulouse FC            | D    | 3-2      | 6        | Briand Marveaux Cheyrou           | 27 477    |
| 38    | 28 avril     | Ligue 1           | 34             | Nantes                 | E    | 2-0      | 6        | Utaka Briand                      | 35 616    |
| 39    | 5 mai        | Ligue 1           | 35             | Bordeaux               | D    | 0-0      | 5        |                                   | 28 368    |
| 40    | 9 mai        | Ligue 1           | 36             | Troyes                 | E    | 2-2      | 6        | Briand Utaka                      | 11 247    |
| 41    | 19 mai       | Ligue 1           | 37             | Lorient                | D    | 4-1      | 5        | Melchiot Cheyrou Utaka Jeunechamp | 29 425    |
| 42    | 26 mai       | Ligue 1           | 38             | Lille                  | E    | 1-1      | 4        | Utaka                             | 14 809    |
| Match | Date         | Compétition       | Tour           | Adversaire             | Lieu | Score    | Class.   | Buteurs de Rennes                 | Affluence |

## Bilan des compétitions
| Compétition       | Vainqueur final        | Débute au tour | Place ou tour final | Première rencontre | Dernière rencontre | Nombre |
| ----------------- | ---------------------- | -------------- | ------------------- | ------------------ | ------------------ | ------ |
| Ligue 1           | Olympique lyonnais     | 1re journée    | 4e                  | 5 août 2006        | 26 mai 2007        | 38     |
| Coupe de la Ligue | Girondins de Bordeaux  | 1/16 de finale | Quarts de finale    | 20 septembre 2006  | 20 décembre 2006   | 3      |
| Coupe de France   | FC Sochaux-Montbéliard | 1/32 de finale | 1/32 de finale      | 6 janvier 2007     | 6 janvier 2007     | 1      |

### Ligue 1

#### Classement
| Rang | Équipe    | Pts | J  | G  | N  | P  | Bp | Bc | Diff |
| ---- | --------- | --- | -- | -- | -- | -- | -- | -- | ---- |
| 1    | Lyon      | 81  | 38 | 24 | 9  | 5  | 64 | 27 | +37  |
| 2    | Marseille | 64  | 38 | 19 | 7  | 12 | 53 | 38 | +15  |
| 3    | Toulouse  | 58  | 38 | 17 | 7  | 14 | 44 | 43 | +1   |
| 4    | Rennes    | 57  | 38 | 14 | 15 | 9  | 38 | 30 | +8   |
| 5    | Lens      | 57  | 38 | 15 | 12 | 11 | 47 | 41 | +6   |
| 6    | Bordeaux  | 57  | 38 | 16 | 9  | 13 | 39 | 35 | +4   |
| 7    | Sochaux   | 57  | 38 | 15 | 12 | 11 | 46 | 48 | -2   |

#### Résultats
| Total | Total | Total | Total | Total | Total | Total | Total | Domicile | Domicile | Domicile | Domicile | Domicile | Domicile | Extérieur | Extérieur | Extérieur | Extérieur | Extérieur | Extérieur |
| J     | G     | N     | P     | Bp    | Bc    | Diff  | Pts   | G        | N        | P        | Bp       | Bc       | Diff     | G         | N         | P         | Bp        | Bc        | Diff      |
| ----- | ----- | ----- | ----- | ----- | ----- | ----- | ----- | -------- | -------- | -------- | -------- | -------- | -------- | --------- | --------- | --------- | --------- | --------- | --------- |
| 38    | 14    | 15    | 9     | 38    | 30    | +8    | 57    | 10       | 6        | 3        | 24       | 15       | +9       | 4         | 9         | 6         | 14        | 15        | -1        |

#### Résultats par journée
| Journée   | 01 | 02 | 03 | 04 | 05 | 06 | 07 | 08 | 09 | 10 | 11 | 12 | 13 | 14 | 15 | 16 | 17 | 18 | 19 | 20 | 21 | 22 | 23 | 24 | 25 | 26 | 27 | 28 | 29 | 30 | 31 | 32 | 33 | 34 | 35 | 36 | 37 | 38 |
| --------- | -- | -- | -- | -- | -- | -- | -- | -- | -- | -- | -- | -- | -- | -- | -- | -- | -- | -- | -- | -- | -- | -- | -- | -- | -- | -- | -- | -- | -- | -- | -- | -- | -- | -- | -- | -- | -- | -- |
| Terrain   | D  | E  | D  | E  | D  | E  | D  | E  | D  | D  | E  | D  | E  | D  | E  | D  | E  | D  | E  | D  | E  | D  | E  | D  | E  | D  | E  | E  | D  | E  | D  | E  | D  | E  | D  | E  | D  | E  |
| Résultats | D  | D  | N  | D  | V  | N  | N  | D  | V  | V  | D  | V  | N  | N  | D  | V  | V  | N  | N  | D  | V  | V  | N  | N  | V  | D  | D  | N  | V  | N  | V  | N  | V  | V  | N  | N  | V  | N  |
| Points    | 0  | 0  | 1  | 1  | 4  | 5  | 6  | 6  | 9  | 12 | 12 | 15 | 16 | 17 | 17 | 20 | 23 | 24 | 25 | 25 | 28 | 31 | 32 | 33 | 36 | 36 | 36 | 37 | 40 | 41 | 44 | 45 | 48 | 51 | 52 | 53 | 56 | 57 |
| Place     | 15 | 20 | 20 | 19 | 16 | 16 | 16 | 19 | 15 | 14 | 15 | 13 | 13 | 12 | 12 | 10 | 10 | 11 | 9  | 12 | 11 | 10 | 10 | 10 | 8  | 9  | 9  | 11 | 11 | 11 | 8  | 9  | 6  | 6  | 5  | 6  | 5  | 4  |

Source : Liste des rencontres

Terrain : D = Domicile ; E = Extérieur. Résultat: D = Défaite ; N = Nul ; V = Victoire.